# Der flämische Meister
Der flämische Meister ist ein US-amerikanisch-deutscher Kurzfilm von Susan Seidelman aus dem Jahr 1993. Der Film war für einen Oscar nominiert.

## Handlung

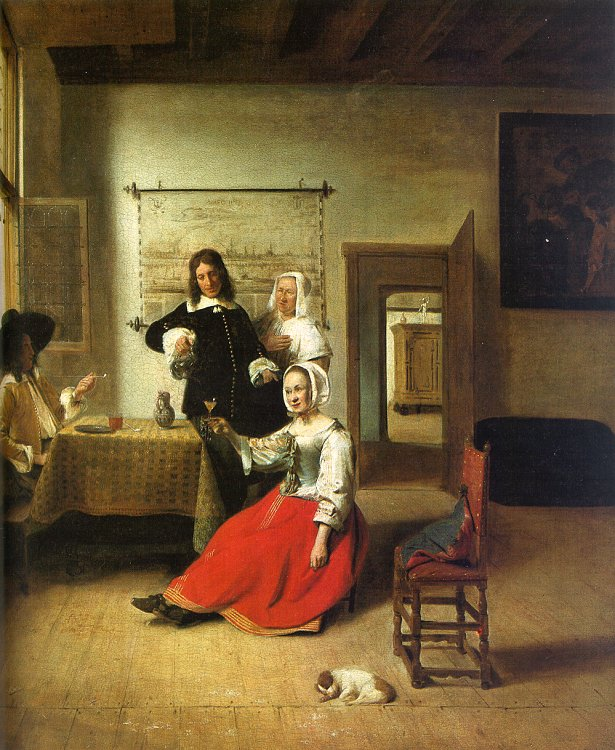
Pieter de Hoochs Die Trinkerin, die Inspiration zum Film

Die Zahnarzthelferin Teresa steht kurz vor der Hochzeit mit dem Polizisten Joey, die in drei Wochen stattfinden wird. Eigentlich verbringt sie die Mittagspause immer mit ihren Freundinnen Kim und Dorothy auf den Stufen eines Museums. Eines Tages jedoch geht sie in das Museum. Sie bleibt vor einem flämischen Gemälde stehen, das sie fasziniert. Es zeigt laut Erklärung des Museumsführers eine angetrunkene Frau, der von einem Mann erneut Alkohol eingeschenkt wird. Die Nebentür zur Schlafstube steht offen und das Geschehen wird von einem weiteren Mann mit Pfeife sowie einem älteren Hausmädchen beobachtet. Teresa bleibt ungewöhnlich lange im Museum und überzieht ihre Mittagspause deutlich. Auch in der Folgezeit kommt sie immer wieder ins Museum und betrachtet das Bild. Auf ihrer Arbeitsstelle wirkt sie abwesend und auch ihre Eltern meinen rückblickend, dass Teresa nicht mehr „ihr Mädchen“ gewesen sei. Joey wiederum reagiert irritiert, als Teresa ihn bittet, sich wie in den alten Bildern doch das Haar lang wachsen zu lassen.
Teresa nimmt Kim und Dorothy mit ins Museum, doch langweilen sich beide und gehen wieder. Kurz darauf erwacht das Bild scheinbar zum Leben, die betrunkene Frau fällt vom Stuhl und wird von dem Mann aufgehoben. Als ein Rollstuhlfahrer im Museumsraum erscheint, vergeht der Zauber. Bei einem weiteren Besuch schafft es Teresa, in das lebendig gewordene Bild zu gelangen. Die Personen im Bild nehmen sie scheinbar nicht wahr. Der Mann verschwindet mit der angetrunkenen Frau im Schlafzimmer, während Teresa dem Mann mit der Pfeife in die Badestube folgt und ihm beim Baden zusieht. Durch ein Loch in der Wand beobachtet sie den anderen Mann und die Frau beim Liebesspiel. Sie erwacht kurz vor Museumsschluss aus ihrem Tagtraum. Auf ihrer Arbeitsstelle erscheint sie nun in niederländischer Tracht. Eines Abends schließt sie sich in der Museumstoilette ein und gelangt als Niederländerin gekleidet erneut ins Bild. Nun eilt sie vor dem Paar ins Schlafzimmer, das sie nun aus dieser anderen Perspektive beim Liebesspiel sieht. Erneut nehmen beide sie nicht wahr, doch sieht Teresa, wie der Mann mit Pfeife sie durch das Loch in der Wand, das im Schlafzimmer durch ein davorhängendes Gemälde versteckt ist, beobachtet. Als das Paar auf dem Bett sie berührt, wird sie ohnmächtig. Sie erwacht im Museum, wo ein Sicherheitsbeamter sie findet.
Am nächsten Tag findet Teresas Hochzeit statt, zu der sie jedoch nicht erscheint. Joey meint, er habe bereits eine Fahndung nach ihr ausgelöst. Es zeigt sich, dass Teresa vor allen verborgen erneut im Gemälde weilt. Sie liegt in ihren Hochzeitsdessous auf dem Bett des Paares, durch das Guckloch in der Wand von dem Mann mit der Pfeife beobachtet.

## Produktion
Der flämische Meister wurde von Pieter de Hoochs Gemälde Die Trinkerin inspiriert, wobei das Gemälde im Film ein ähnliches Gemälde wie de Hoochs zeigt. Die Kostüme schuf Ellen Lutter, die Filmbauten stammen von Lester Cohen. Der Film entstand als erster Teil der Kurzfilmreihe Erotic Tales, die in Koproduktion mit der deutschen Ziegler Film realisiert wurde.
Der flämische Meister wurde im September 1993 auf dem Telluride Film Festival uraufgeführt. Auf den Internationalen Filmfestspielen von Cannes lief der Film im Mai 1994 außerhalb des Wettbewerbs. Deutsche Filmpremiere war am 25. Juni 1994 auf dem Filmfest München.
Hauptdarstellerin Mira Sorvino spricht im Film kein Wort.

## Auszeichnung
Der flämische Meister wurde 1994 für einen Oscar in der Kategorie „Bester Kurzfilm“ nominiert.